# 佐藤病院火災
佐藤病院火災（さとうびょういんかさい）は、1962年（昭和37年）1月25日午前4時頃、東京都北多摩郡狛江町（現・狛江市）にあった佐藤病院で発生した放火事件及びそれに伴う火災である。焼失面積が1,000平方メートルを超え、焼死者7人を出す大惨事となり、この火災を契機として狛江町に常設消防署が設置された。

## 概要
佐藤病院は、当時狛江町和泉1938にあった病院である。建物は1943年（昭和18年）12月に建てられた木造2階建ての建物で、本館と別館の２つがあり、渡り廊下で接続されていた。1956年と1962年に増改築が行われたものの、内装などは全て可燃性で、火災発生当時老朽化も進行していた。また、政令に定められた避難器具などを設置しておらず、火災訓練なども特になされていなかった。
狛江町は、東京都の多摩地域に位置した町である。8年後市制を施行し狛江市となる。農村の風景を残しつつも、都市開発に伴い住宅地などが急増していた時期であった。しかし、狛江町には当時常設消防機関が設置されておらず、消防力を消防団のみに依存していた。したがって消防機関による査察なども行われておらず、避難器具の不設置などが発覚することもなかった。また、事件発生当時、狛江町一帯には異常乾燥注意報が発令されていた。
1962年1月25日未明、当時18歳の入院中の少年Aは、別館の52号室の押入れおよび同51号室東北隅の便所にマッチで新聞紙を燃やし放火した。31号室に入院していた男性が読書中、煙を確認しベルで通報し、通報を受けて看護師が確認しに行ったところ、既に火は広がっていた。適切な消火設備がなかった上に当時乾燥していたために火の回りが早く、初期消火などは行われなかった。入院患者のうち何人かは自力で避難もしくは救助されるなどして逃げたが、危篤者や結核患者、歩行ができない患者などを2階に収容していたためにそれら避難ができず、患者7人が死亡、3人が負傷した。建物は全焼した。
町唯一の消防力である消防団は、現場に急行し消火活動を開始したものの、大火を前にして当時の装備では無力であった。消火活動は2時間ほど続けられ、5時32分、鎮火した。

## 原因

### 行政の問題点
- 当時狛江市は、常備消防機関のない、いわゆる「消防行政上のエアーポケット」という悪条件下にあった。つまり、消防は有志による消防団が担っていた。

### 病院の問題点
- 政令第25条に基づく避難器具を設置しなければならないが設置していなかった。
- 防火管理者の資格のない事務長が担当していた。
- 1961年(昭和36年)4月、防火管理制度が法律で規定されたが、全職員に対しては徹底せずこれらの積極的な教育等も実施されていなかった。
- 訓練等は実施されていなかった。
- 独立歩行不能な重症患者を木造2階に収容し、かつ夜間宿泊者4名のみという安全対策への配慮不足。
- 人手不足のため、避難で精一杯で消防に通報ができなかった。そして初期消火が不可能だった。
- 適切な情報提供をしなかった上、病院側の患者の避難状況等の把握が曖昧であったため救助行動等に相当支障が出た。

### 建物の問題点
- 出火病棟が老朽木造建物であった。
- 異状乾燥注意報発令中という悪条件で発生した。
- 廊下天井伝いに、充満して行くとともに、上階へは階段から伝播して行った

## 経過
- 4時09分　出火(放火)[1]
- 4時13分　31号室の入院患者Bが眠れないため、自室で読書をしていると、煙が立ちのぼってくるのを見て火災を察知し連絡、ベルで宿直者の看護師に知らせた。非常ベルが鳴ったので看護師長Cが勤務室から出ると渡り廊下の方に煙が巻くように動いているので近づいてみると別館の2階建病棟階下中央付近が燃えていたため、火災に気付いた。しかし避難に手一杯で通報ができず。
- 5時32分　鎮火[1]

## 避難
- 出火病棟の為、避難できない患者は1階では、いち早く廊下から避難した1名、窓から避難し歩行不能となって看護師に救助された1名、窓際で救助を求めているところを看護師に救助された1名、計3名だけであった。
- 他の病棟の患者は、結核患者で独立歩行可能な者が大半だった結果、看護婦の指示や、軽症患者の助けを借りて避難した。
- 危篤状態の患者を含め、独立不可能な重症患者であったうえ、高齢者が多かったこと、老朽木造建物、異常乾燥時という要因から火の回りが早く、救助できなかった為避難できず焼死に至った。

## その後
- その年8月には消防本部が設置され、狛江の消防を担っている[2]。
- 亡くなった人たちのほとんどは身寄りのない高齢者で行旅病者として狛江町が弔いをあげ、泉龍寺で法要が営まれた[2]。